# Фиастра
Фиа̀стра (на италиански: Fiastra) е община в Централна Италия, провинция Мачерата, регион Марке. Населението на общината е 577 души (към 2010 г.).
Административен център на общината е село Требио (Trebbio), което е разположено на 732 m надморска височина.